# 法兰西人
法兰西人（法語：Français peuple），指的是一群居住在西歐的族群或民族，他們以高盧人的血統為主體，對法國文化、法國歷史和法語享有一致的愛國認同。
法蘭西人一開始僅僅指法國北部和中部那群以“奧伊語”（法語：langues d'oïl）為母語的人，他們的血緣中高盧人的比例為最高，其他還有少部份貝爾蓋人、羅馬人及凱爾特人，這些法國的原住民在羅馬帝國統治時代進行了通婚融合，成為今日法蘭西人的直系祖先。之後，羅馬文化逐漸影響高盧地區的語言，這些規則演變成今日之“法語”。在西羅馬帝國滅亡後，萊茵河以東日耳曼人在公元400～800年間相繼遷入法國，包括法蘭克人、西哥特人、蘇維匯人、勃艮第人和倫巴第人等，其中法蘭克人克洛维一世稱王，法國逐漸發展歐洲封建制度、歌德式藝術、紋章學等文化。到了10世紀，北歐的斯堪的納維亞人、維京人這些民族又崛起並大量遷入法國西北部，在諾曼地地區與當地民族融合後成為諾曼人，視自身為「法國人」。
除了上述的主體民族，法國境內還存在數個俱有不同血統、語言和獨立文化的少數民族，如西北部的布列塔尼人、南部的奧克西塔人、西南的巴斯克人、東南的加泰羅尼亞人、東部的阿爾薩斯人和東北部的弗萊明人。所以，最初的法國並不擁有統一的文化，而是由一個主體民族和幾個少數民族“拼湊”而來的。早在百年戰爭之時，法國為了對抗英格蘭王國而激發出強烈的愛國主義，但遲遲到19世紀初的法國大革命期間才因為“語言同化政策”而產生民族主義。法國政府將巴黎法語指定為法語唯一的正確口音，導致皮卡德語、普瓦特萬-聖通熱語、佛朗哥-普羅旺斯語、奧克西坦語、加泰羅尼亞語、奧弗尼亞語、科西嘉語、巴斯克語等法語方言的母語人口急速下降，但同時也把人們對法國的統一認同塑造成功。而在20世紀之後，因為地方保護主義的興起，一些擁有堅強歷史傳承的方言，例如佛蘭芒語、洛林弗蘭肯語、阿爾薩斯語、諾曼語和布列塔尼語等就復興成功，而一些弱勢方言則完全滅絕。今日的法國人為了不重複文化消失的悲劇，在教育中既要求學生對法蘭西第五共和國保持忠誠，但又鼓勵少數民族保護其文化獨立。
現代法國社會是一個民族大熔爐，嚴厲禁止用巴黎文化來同化其他地區 。早在19世紀中葉，法國就接受了大量外國移民，例如西班牙人、葡萄牙人、意大利人、波蘭人、俄羅斯人以及猶太人，而部分來自殖民地的移民則在19世紀時都受到不同程度的歧視。但是，法國政府在二戰後一改策略，比起同化，法國政府更提倡要包容，經過好幾代義務教育的灌輸，最晚到20世紀80年代為止，法國的新移民們就能自由的保持自己原本的文化，不用去貼合法國的主流價值觀，在這些移民中，尤其以撒哈拉往南的非洲黑人為多。而到了如今更是寬鬆，21世紀的法國政府僅僅要求移民們能融入當地社會即可，甚至不會說法語的人依然可以享受和法蘭西人一樣的福利和公民權。
除了位於歐洲西部的法國本土，法蘭西人還遍佈全球，他們基本都和法國的殖民活動有關，例如法屬西印度群島、法屬加勒比海、美國的法裔美國人、加拿大的魁北克人、阿根廷的、巴西、墨西哥、智利和法屬烏拉圭人。

## 法國人的定義
按照《法国宪法》第一条，法國人即“法国的公民”，公民不需要區分其出身、种族或宗教（sans distinction d'origine, de race ou de religion），法国會遵照憲法所規定的原则給予公民最大的自由權，而公民也必須以法语為主要的溝通模式，以創造讓全社會的人都能和諧共存的環境。

## 历史
大部分居住在法国的人是高卢人的后裔，还有南部的意大利人、达尔马提亚人、布列塔尼人、阿基坦人（巴斯克人）、伊比利亚人、希腊人等， 与罗马帝国末期来到法国的日耳曼人（例如法兰克人、勃艮第人），以及摩尔人、撒拉森人的混血， 还有9世纪居住在诺曼底、称为诺曼人的维京人。
“法兰西”一词源自Francia，即法兰克人居住的地方。法兰克人是一个日耳曼部落，罗马帝国末期进入罗马高卢。
一些地区在法兰克人王国之前就有大批凯尔特和日耳曼移民，例如布列塔尼（凯尔特人）和阿尔萨斯、萨克森（日耳曼人），这些地区的语言和风俗直至今日仍然迥异。

### 高卢

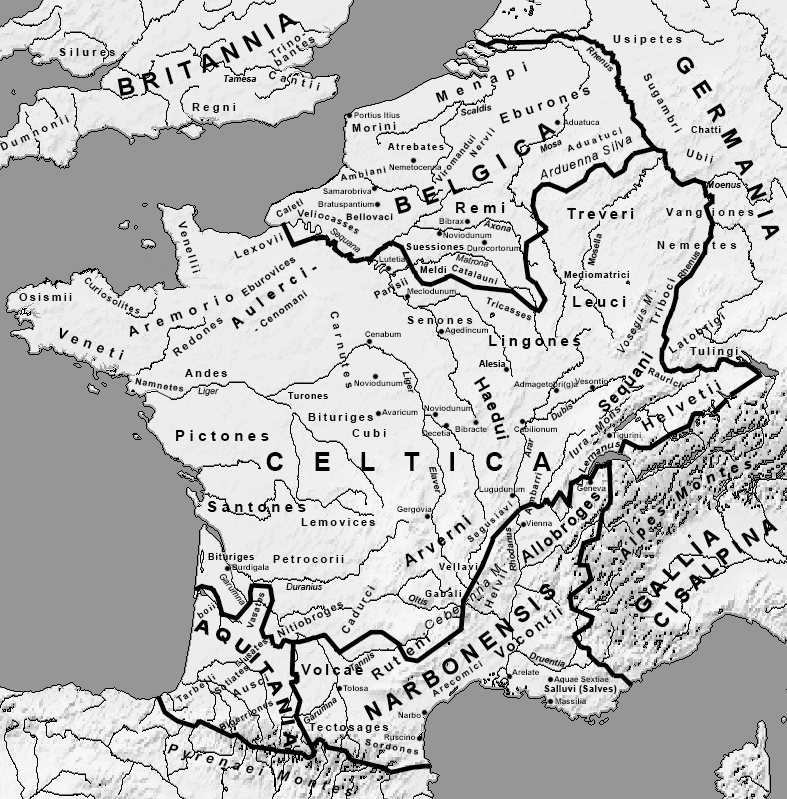
公元前58年罗马彻底征服之前的高卢：
- 纳尔榜高卢受到罗马和希腊影响
- 阿基坦居住着巴斯克人或受其影响
比利时高卢受到日耳曼部落影响

罗马之前的时代，整个高卢（西欧一个地区名，包括今日法国、比利时全部，德国、瑞士、意大利北部部分地区）分布着众多总称为高卢人的部落。他们的祖先是公元前7世纪从中欧迁来的凯尔特人（根据新的研究，可能来到此地的时间更早），并控制了当地原有居民（目前只有普罗旺斯人、比利牛斯山东部的伊比利亚人和阿基坦的阿基坦人）。
公元前58-51年，高卢被凯撒领导的罗马军团军事征服（一个世纪前东南部已经被吞并，并且是唯一有罗马定居点的地区），成为罗马帝国一部分。之后的五个世纪中，两种文化互相融合，形成了高卢-罗马文化，高卢语被通俗拉丁语排挤，而通俗拉丁语后来发生分化，产生了法语。如今，凯尔特文化的最后遗存还能在布列塔尼西北部看到，但并非高卢语的遗存，而是公元5世纪来自大不列颠的凯尔特移民。